# Granusturm

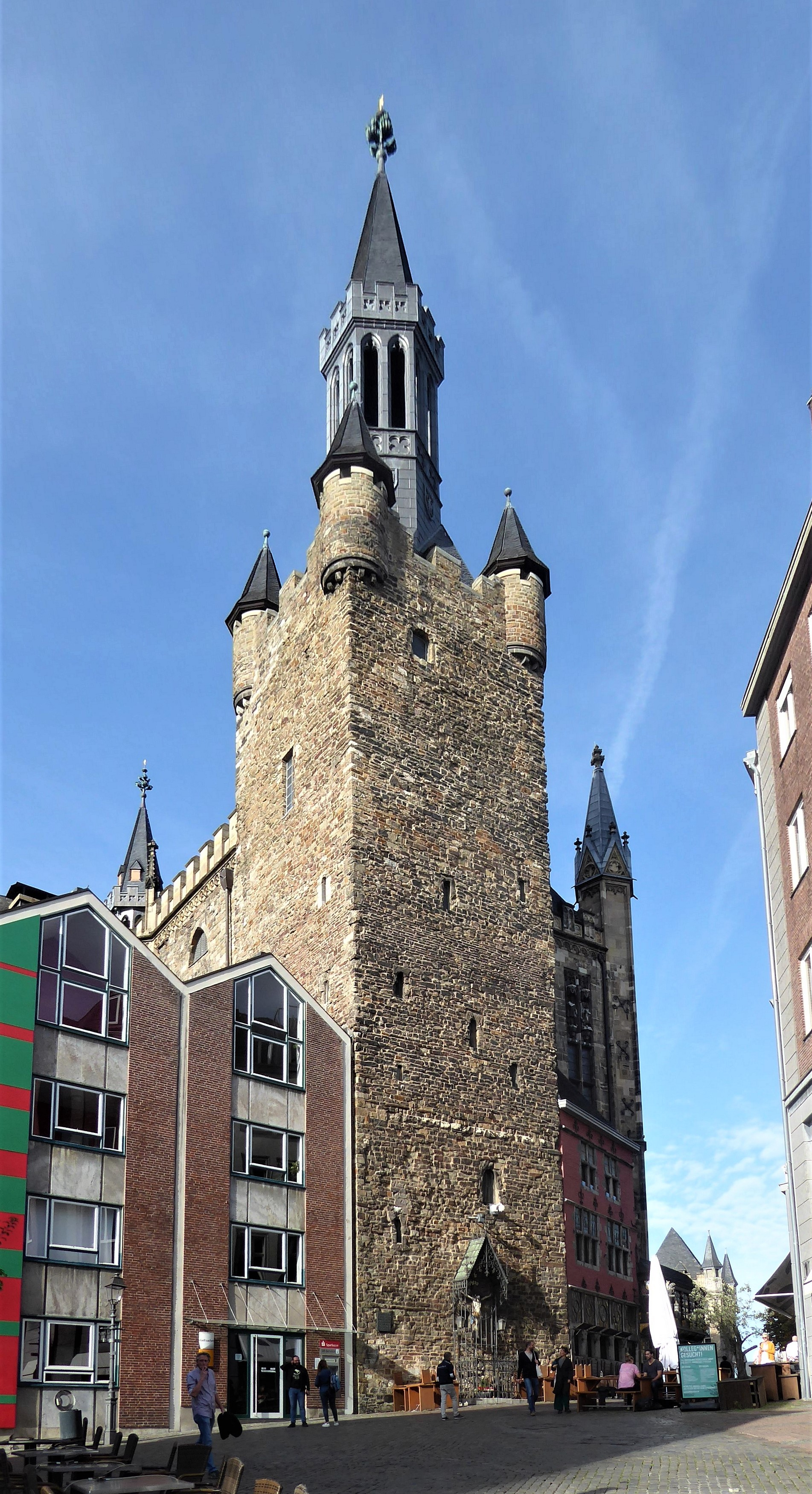
Granusturm

Der Granusturm ist ein Baudenkmal in Aachen und entstand ursprünglich als Teil der Kaiserpfalz Karls des Großen. Fertiggestellt wurde der aus Bruchsteinen gefügte, rund 20 Meter hohe Turm im Jahre 788 n. Chr. Die Seiten des quadratischen Bauwerks messen 8,85 Meter. Der Granusturm ist heute neben dem Marktturm einer der beiden Aachener Rathaustürme. Seinen Namen erhielt er dem gegenwärtigen Forschungsstand zufolge nach dem keltischen Heilgott Grannus (vgl. auch Aquae Granni).

## Ausstattung und Funktion

Rekonstruktionsversuch der karolingischen Aachener Königspfalz, basierend auf einer Rekonstruktion von Albert Huyskens und Joseph Buchkremer aus dem Jahr 1924/25, erweitert um die Darstellung des Thermenbezirks aus den 1960er Jahren. Im Hintergrund die Pfalzkapelle, vorn die Aula regia, auf deren Grundmauern das Aachener Rathaus steht, mit dem Granusturm.

In drei Geschossen findet sich je ein überwölbter Raum. Treppen zwischen den Mauern der Innenräume und dem Außenmauerwerk verbinden die Geschosse. Im Erdgeschoss war in einem überwölbten Raum eine wassergespülte Latrine eingebaut.
Die Funktion des Turms ist bisher unklar und aktueller Forschungsgegenstand. Bisherige Vermutungen, dass das Gebäude zeitweise als Wohnturm für die Familie Karls des Großen diente, scheinen keinen Bestand zu haben. Das Gebäude konnte nicht beheizt werden, verfügte in den Obergeschossen über keine Sanitäranlagen und die Lichtverhältnisse sind unzureichend, da die nur kleinen Fenster in der kalten Jahreszeit zudem mit dünngeschabten und gefetteten Tierhäuten in eisernen Fensterrahmen gegen Regen- oder Schneeeinfall bespannt wurden. Aktuell wird dem Turm daher eher die Funktion eines Treppenhauses zugesprochen. Dieses ermöglichte den Aufstieg in das obere Geschoss des Vorbaues der Königshalle und damit den Übergang auf eine angrenzende (spätantike) Befestigungsmauer, die kreisförmig um den Markthügel verlief, und damit zu möglichen anderen, an diese Ringmauer angefügten Gebäuden. In den Keller des Turms münden Gänge, die heute teilweise verschüttet und vermauert sind.

## Geschichte

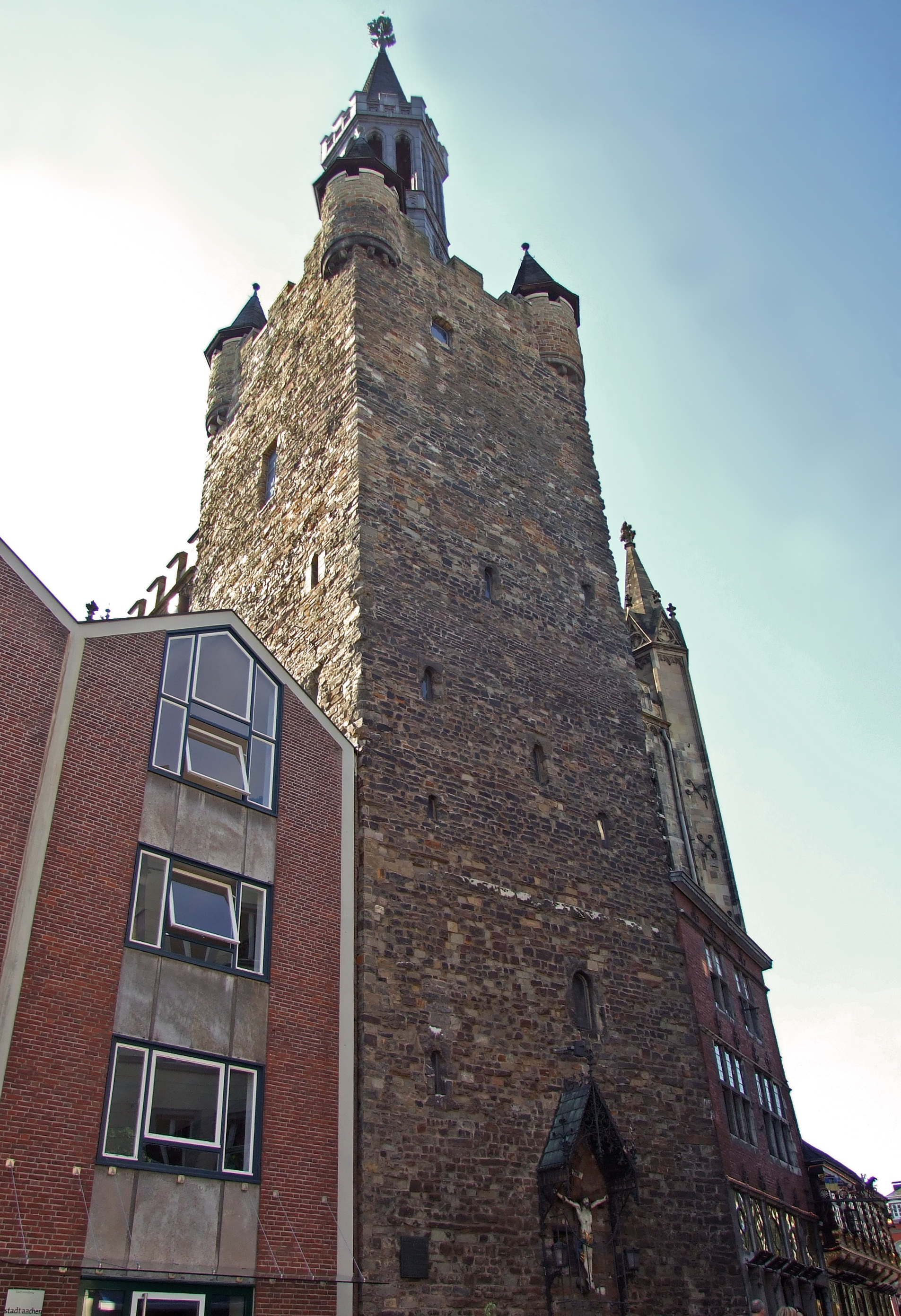
Granusturm

Im 14. Jahrhundert übernahm die Stadt Aachen den Turm zusammen mit den teilweise verfallenen Resten der Pfalz und errichtete auf den Fundamenten des Versammlungssaals (der Aula regia) das Aachener Rathaus. Im Zuge dieser Arbeiten wurde 1330 der Granusturm, der seitdem als Ostturm Teil der Rathausfassade ist, durch einen Aufbau um 14 Meter erhöht.
Im 16. Jahrhundert wurde das Urkundenarchiv der Stadt Aachen im Granusturm eingerichtet. Hier lagerten ausschließlich Urkunden. Das Aktenarchiv wurde an anderer Stelle geführt. Beim großen Stadtbrand von 1656 wurde das Akten- und Handschriftenmaterial bis auf wenige Reste zerstört, während die im Granusturm eingelagerten Urkunden der Vernichtung entgingen. Am 1. September 1754 wurde das Kreuz mit den Laternen am Granusturm aufgestellt. 1883 zerstörte ein weiterer Stadtbrand das Dach des Granusturms. Abermals retteten Polizei und Feuerwehr Teile der im Turm gelagerten Schriftstücke. Die Instandsetzung des Turmes nach den Brandschäden wurde am 26. April 1899 begonnen.
Während des Zweiten Weltkrieges wurde das Aachener Rathaus durch mehrere Bombenangriffe stark beschädigt. Am 14. Juli 1943 brannten der Dachstuhl des Rathauses und der beiden Rathaustürme vollständig aus. Die Stahlskelette der Turmhauben gaben unter der Einwirkung der Hitze nach und wurden stark deformiert. Die durch die Hitze verbogenen Stahlskelette der Turmhauben sollten noch einige Jahre das Erscheinungsbild des Rathauses prägen.
Die ersten Sicherungsmaßnahmen am Granusturm nach dem Zweiten Weltkrieg wurden im Winter 1944/1945 von Hans Königs, dem späteren ersten Aachener Stadtkonservator, vorgenommen. Der Wiederaufbau des Aachener Rathauses samt Türmen wurde in den folgenden Jahren von Josef Pirlet geleitet.
Mitte der 1960er Jahre stellte sich heraus, dass beide Rathaustürme baustatische Mängel aufwiesen, und eine grundlegende Sanierung wurde erforderlich. Es wurde eine Schiefstellung des Granusturmes nach Süden und Osten von rund 25 Zentimeter festgestellt und deshalb der Einbau von zwölf Ankerstangen zur Sicherung des Turmes vorgenommen. Im Zuge der Untersuchung des Baugrundes – auch in Hinblick auf die Auslegung der geplanten Turmhelme – wurden im Januar 1969 drei Baugrundbohrungen durchgeführt. Dabei wurde festgestellt, dass die Unterkante des Turmfundamentes bei +167,74 Meter ü. NN im weichen Schluff, der mit Feuersteinkies durchsetzt ist, eingebunden wurde. 2,70 Meter unterhalb des Turmfundaments steht fester Fels an.
Die Frage, in welcher Form die beiden Turmhelme des Rathauses wiederaufgebaut werden sollten, wurde lange Zeit kontrovers diskutiert. Im Jahr 1966 legte der Architekt Wilhelm K. Fischer ein umfangreiches Skizzenwerk zur Turmgestaltung als Arbeits- und Diskussionsgrundlage vor. Auch Architekturstudenten der RWTH Aachen beteiligten sich mit 24 Entwürfen am Wettbewerb. Schließlich wurden 1968 einem Arbeitsausschuss zur Wiederherstellung der Turmhelme acht Gutachterentwürfe vorgelegt. Der Arbeitsausschuss entschied sich für den Entwurf des Stadtkonservators Leo Hugot, der sich eng an den historischen Vorbildern anlehnte. Die Turmhelme wurden 1978 wieder aufgesetzt.
Heute gilt der Granusturm als eines der ältesten erhaltenen Bauwerke in Aachen. Er ist eines der wenigen karolingischen Bauwerke in Nordrhein-Westfalen.

## Galerie

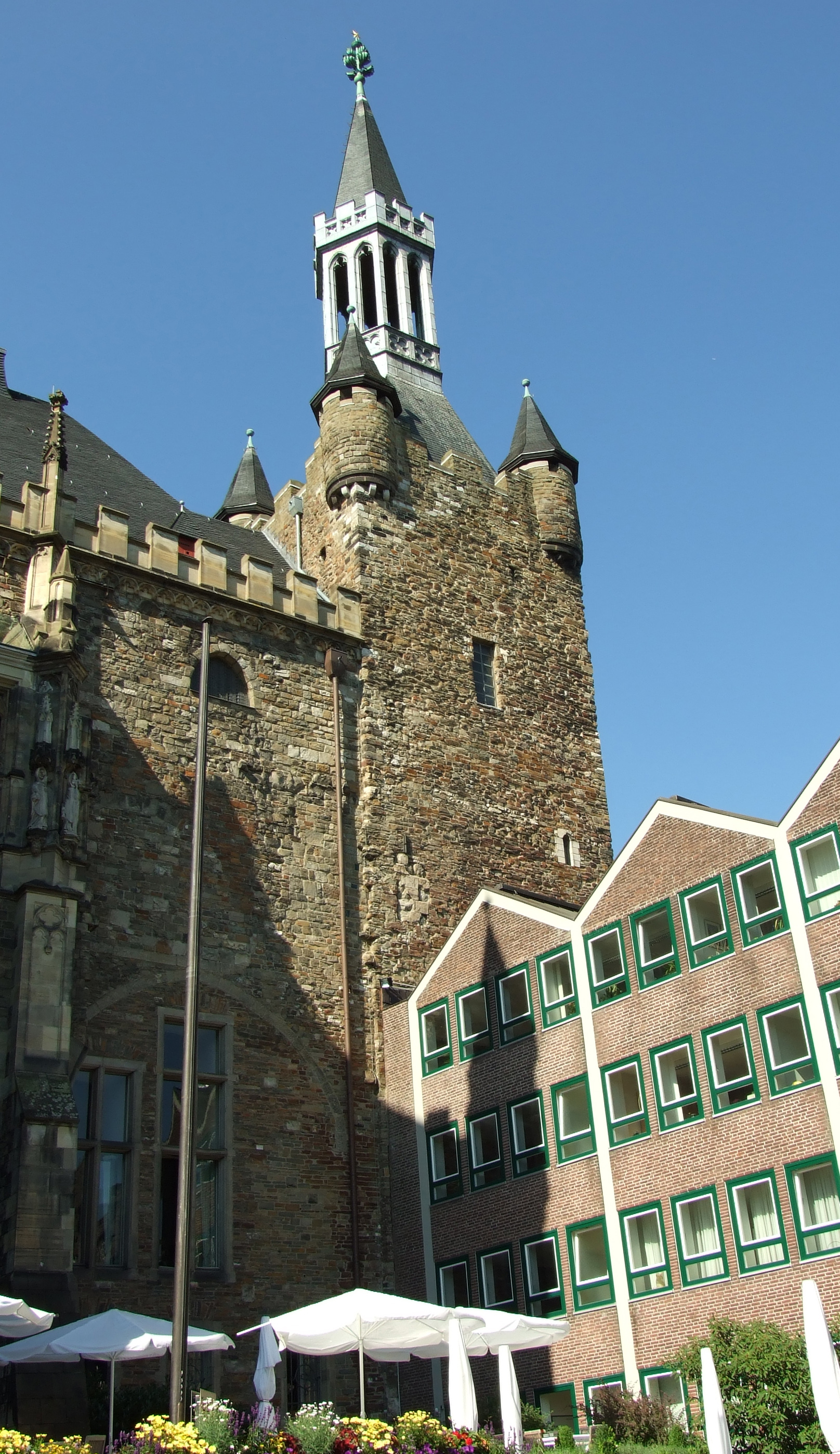
Ansicht vom Katschhof
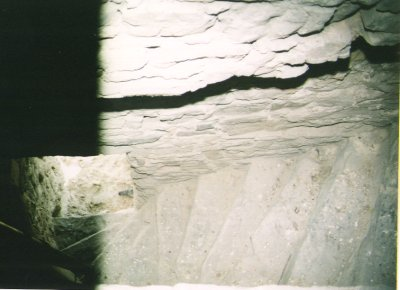
Treppenaufgang
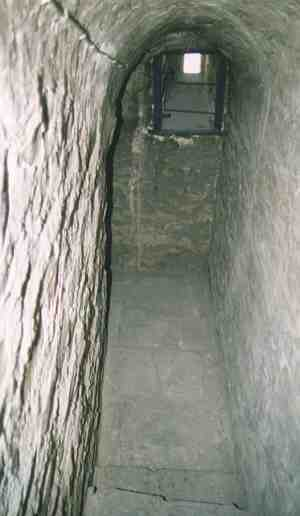
Gang
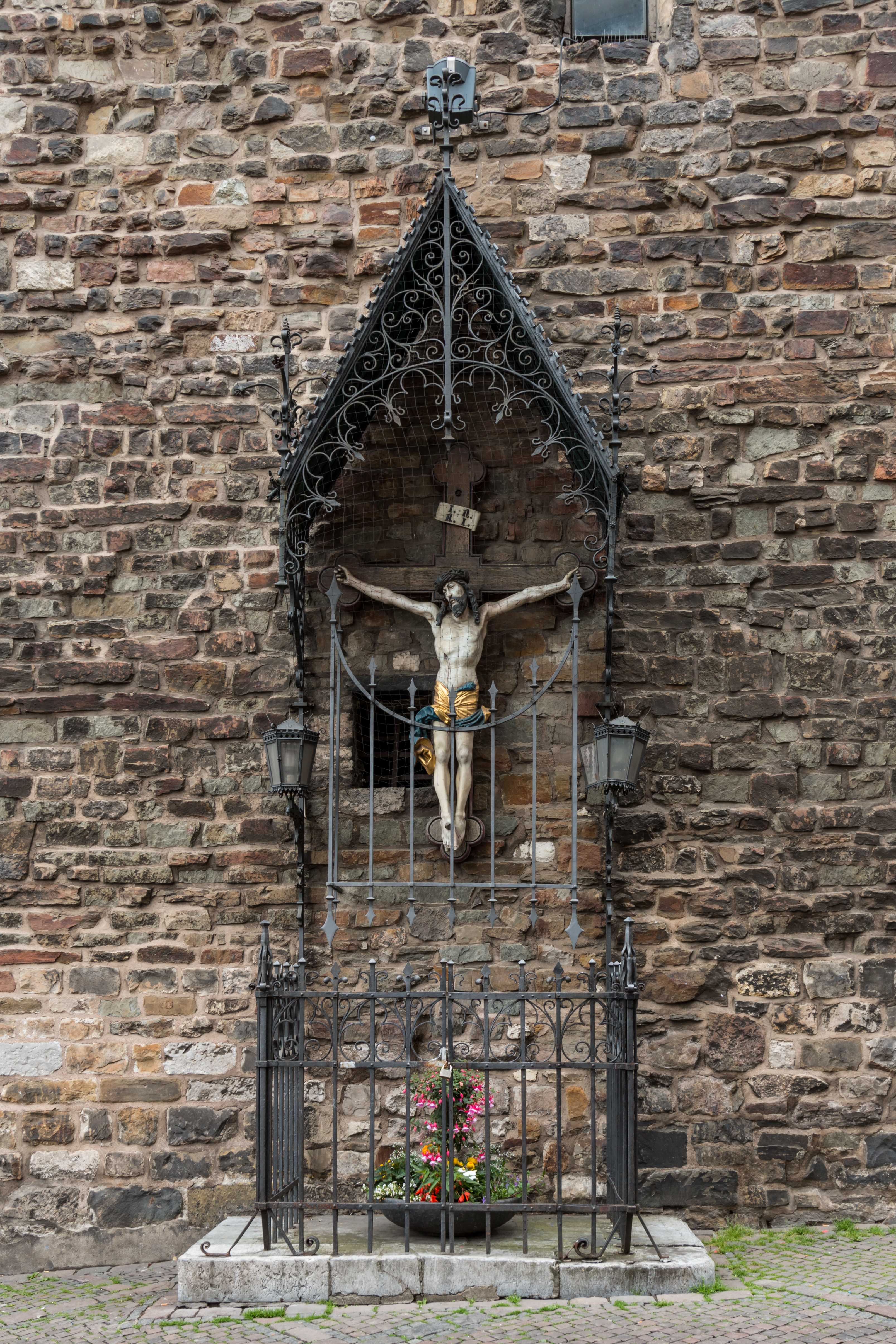
Kruzifix (1754)